# Байгенжин, Абай Кабатаевич
Абай Кабатаевич Байгенжин (27 февраля 1947; село Ботай, Айыртауский район, Кокчетавская область, Казахская ССР, СССР) — казахстанский врач высшей категории, видный ученый в области здравоохранения. доктор медицинских наук (1995), профессор, основоположник научно-практических клинических клеточных технологий. Академик Национальной академии наук РК, академик Европейской Академии наук, Золотой член Оксфордского академического сообщества.
Заслуженный врач Казахстана (2024), заслуженный деятель Казахстана (2002). Лауреат Государственной премии Республики Казахстан в области науки и техники имени аль-Фараби (2020).

## Биография
Абай Кабатаевич Байгенжин родился 27 февраля 1947 года в селе Ботай, Володарского района, Северо-Казахстанской области.
В 1964 году окончил среднюю школу № 25 в г.Алматы.
В 1970 году окончил Алматинский государственный медицинский институт по специальности «лечебное дело».
В 1978 году защитил кандидатскую диссертацию, посвященную новым технологиям хирургического лечения туберкулеза легких, а в 1995 году докторскую диссертацию, направленную на решение ряда важных современных проблем общественного здоровья и здравоохранения в Казахстане.
В 1981 году окончил Международные курсы организаторов здравоохранения Всемирная организация здравоохранения в Женеве с присвоением звания «Мастер международного здравоохранения».

## Трудовая деятельность
Трудовую деятельность начал в 1970 году врачом-фтизиохирургом в Республиканском санатории «Боровое».
В разные годы работал врачом-фтизиохирургом в Алматинском областном туберкулезном диспансере и в областной туберкулезной больнице г. Талгара, ординатором клинической ординатуры по специальности «Фтизиохирургия» ЦНИИТ Министерства здравоохранения СССР, заместителем главного врача по лечебной части стационара Алматинской городской больницы скорой медицинской помощи, главным врачом санатория «Алатау» Четвертого Главного управления при Министерстве здравоохранения Казахской ССР, директором Алматинского регионального консультативно-диагностического центра, генеральным директором Внешней экономической ассоциации «Алматымедпром», вице-президентом по медицинским вопросам Государственной аэрокосмической компании «Космос», заместителем генерального директора Центра по оплате медицинских услуг Министерства здравоохранения, образования и спорта.
С апреля 1999 года по май 2000 года работал директором строящегося предприятия «Больничный комплекс на 240 коек в г. Астана».
С мая 2000 года по август 2010 года работал генеральным директором РГП «Национальный научный медицинский центр».
С августа 2010 года по настоящее время работает председателем правления АО «Национальный научный медицинский центр».

## Награды и звания

### Государственные награды Республики Казахстан
- 2002 — Заслуженный деятель Республики Казахстан[2]
- 2007 — Орден Парасат
- 2011 — Почётная грамота Президента Республики Казахстан с вручением нагрудного знака «Алтын Барыс»
- 2012 — Орден «Барыс» 3 степени[3][4]
- 2018 — Орден «Барыс» 2 степени[5][6][7]
- 2020 (3 декабря) — Государственная премия Республики Казахстан в области науки и техники имени аль-Фараби за работу на тему «Разработка и внедрение инновационных клеточных технологий в клиническую медицину».[8]
- 2024 (23 октября) — присвоено почётное звание «Қазақстанның еңбек сіңірген дәрігері» (Заслуженный врач Казахстана).[9]

- Правительственные медали, в том числе:
  - 1998 — Медаль «Астана»
  - 2001 — Медаль «10 лет независимости Республики Казахстан»
  - 2008 — Медаль «10 лет Астане»
  - 2011 — Медаль «20 лет независимости Республики Казахстан»
  - 2015 — Медаль «20 лет Ассамблеи народа Казахстана»
  - нагрудный знак «Отличник здравоохранения Казахстана»
  - нагрудный знак «За заслуги в здравоохранении Казахстана» и др.

### Международные награды и премии
- Орден «За честь, доблесть, созидание, милосердие» им. Николая Ивановича Пирогова (2009)
- Международный орден «Гиппократ» (2010)
- Кавалер Королевский Викторианский орден (2010) (Оксфорд, Великобритания)[10]
- Международный орден «Сократа» (2010)
- Почётное звание «Почётный ученый Европы»
- Почетный профессор Международный Венский университет
- Медаль Роберта Коха
- Почетный титул «The Name in Science», с занесением имени во Всемирный реестр выдающихся ученных XXI столетия с вручением знака «За вклад в мировую науку» (05.2011, Лондон, Великобритания)
- Награды в международном конкурсе «Европейский Гран При за Качество» в номинации «Лидер в сфере медицины» (2012).

## Учёное звание
- 1978 — кандидат медицинских наук
- 1995 — доктор медицинских наук
- профессор медицинской науки
- 1981 — Отличник международного здравоохранения (почётное звание)
- Академик академии естественных наук Европы
- Член президиума Всемирной организации здравоохранения
- Почётное звание «Лучший топ-менеджер в области здравоохранения Европы»[11]
- Лауреат специальной премии Всемирной организации здравоохранения